# Embia lucasi
Embia lucasi är en insektsart som beskrevs av Ross 1966. Embia lucasi ingår i släktet Embia och familjen Embiidae. Inga underarter finns listade i Catalogue of Life.